# Howard Keel
Harold Clifford Keel (ur. 13 kwietnia 1919 w Gillespie, zm. 7 listopada 2004 w Palm Desert) – amerykański aktor i piosenkarz (bas-baryton). W latach 50. był gwiazdą wielu musicali MGM. Odtwórca roli Claytona Farlow w operze mydlanej CBS Dallas (1981–1991).
8 lutego 1960 otrzymał własną gwiazdę w Alei Gwiazd w Los Angeles znajdującą się przy 6253 Hollywood Boulevard.

## Życiorys
Urodził się w Gillespie w Illinois w rodzinie metodystów jako drugi syn Grace Margaret (z domu Osterkamp) i Homera Keela. Miał starszego brata Fredericka Williama. Jego ojciec był kapitanem marynarki wojennej i pracował w kopalniach węgla, a matka była metodystką, która wykonywała dorywcze prace (m.in. gotowanie i wieszanie tapet za 3 dolary dziennie), aby pomóc utrzymać rodzinę. Keel dorastał w czasie wielkiego kryzysu w górniczym mieście Gillespie. Ojciec Keela nadużywał alkoholu i swoje frustracje wyładowywał na rodzinie. W 1930 popełnił samobójstwo. Keel był zdruzgotany i rzadko rozmawiał na ten temat. Przejął od ojca miłość do muzyki, która zmieniła całkowicie jego usposobienie. Keel i jego matka przeprowadzili się do Kalifornii, gdzie w wieku 17 lat ukończył Fallbrook High School. Pracował dorywczo, jako mechanik samochodowy, pracownik parkingu i śpiewający kelner w restauracji Paris Inn w Los Angeles, zarabiając 15 dolarów tygodniowo i dwa posiłki dziennie. W 1937 otrzymał stałą pracę w public relations w Douglas Aircraft.
W 1945 w hotelu Beverly Hills wziął udział w przesłuchaniu przez Oscara Hammersteina II, który był pod wrażeniem i zaangażował Keela do dwóch musicali broadwayowskich – Oklahoma! w roli pogodnego ranczera Curly’ego i Carousel w roli Billy’ego Bigelowa. Wkrótce po raz pierwszy wystąpił na ekranie jako czarny charakter uciekinier Boke w dreszczowcu The Small Voice (1948) z Valerie Hobson. W nominowanym do trzykrotnego Oscara filmie The Big Fisherman (1959) w reżyserii Franka Borzage wcielił się w postać Piotra Apostoła.

## Życie prywatne
Podczas jednej ze swoich podróży do Hollywood w Kalifornii poznał aktorkę Rosemary Cooper. Pobrali się 17 marca 1943. 15 października 1948 doszło do rozwodu. 3 stycznia 1949 zawarł związek małżeński z Helen Anderson, z którą miał dwie córki – Kaiję Liane (ur. 14 stycznia 1950) i Kristine (ur. 21 czerwca 1952) oraz syna Gunnara Lewisa (ur. 3 czerwca 1955). 10 grudnia 1970 rozwiedli się. 21 grudnia 1970 poślubił Judith „Judy” Ann Magamoll. Mieli córkę Leslie Grace (ur. 1 września 1974).

### Śmierć
Zmarł 7 listopada 2004 w Palm Desert w wieku 85 lat, sześć tygodni po zdiagnozowaniu raka jelita grubego.

## Filmografia

### Filmy
- 1950: Rekord Annie jako Frank Butler
- 1951: Statek komediantów jako Gaylord Ravenal
- 1951: Missouri jako narrator (głos)
- 1953: Calamity Jane jako Dziki Bill Hickok
- 1953: Pocałuj mnie, Kasiu jako Fred Graham / „Petruchio”
- 1954: Siedem narzeczonych dla siedmiu braci jako Adam Pontipee
- 1959: The Big Fisherman jako Piotr Apostoł
- 1962: Dzień tryfidów jako Bill Masen
- 1967: Wóz pancerny jako Levi Walking Bear
- 1994: To jest rozrywka! III w roli samego siebie

### Seriale
- 1981: Statek miłości jako Duncan Harlow
- 1981–1991: Dallas jako Clayton Farlow
- 1983: Statek miłości jako Kyle Cummings
- 1991: Napisała: Morderstwo jako Larry Thorson
- 1995: Strażnik Teksasu jako D.L. Dade